# Florian Neuhaus
Florian Christian Neuhaus (sinh 16 /3/ 1997) là tiền vệ người Đức đang chơi cho CLB Borussia Mönchengladbach.

## Thống kê sự nghiệp

### Câu lạc bộ
Tính đến ngày 20 tháng 3 năm 2021.
| Câu lạc bộ                | Mùa giải            | Giải đấu            | Giải đấu | Giải đấu | Cúp quốc gia | Cúp quốc gia | Châu Âu | Châu Âu | Khác | Khác | Tổng cộng | Tổng cộng |
| Câu lạc bộ                | Mùa giải            | Hạng                | Trận     | Bàn      | Trận         | Bàn          | Trận    | Bàn     | Trận | Bàn  | Trận      | Bàn       |
| ------------------------- | ------------------- | ------------------- | -------- | -------- | ------------ | ------------ | ------- | ------- | ---- | ---- | --------- | --------- |
| 1860 Munich               | 2016–17             | 2. Bundesliga       | 12       | 0        | 1            | 0            | 0       | 0       | 0    | 0    | 13        | 0         |
| Borussia Mönchengladbach  | 2017–18             | Bundesliga          | 0        | 0        | 0            | 0            | 0       | 0       | 0    | 0    | 0         | 0         |
| Borussia Mönchengladbach  | 2018–19             | Bundesliga          | 32       | 3        | 2            | 1            | 0       | 0       | 0    | 0    | 34        | 4         |
| Borussia Mönchengladbach  | 2019–20             | Bundesliga          | 30       | 4        | 2            | 0            | 5       | 0       | 0    | 0    | 37        | 4         |
| Borussia Mönchengladbach  | 2020–21             | Bundesliga          | 25       | 5        | 4            | 2            | 8       | 0       | 0    | 0    | 37        | 7         |
| Borussia Mönchengladbach  | Tổng cộng           | Tổng cộng           | 87       | 12       | 8            | 3            | 13      | 0       | 0    | 0    | 108       | 15        |
| Fortuna Düsseldorf (mượn) | 2017–18             | 2. Bundesliga       | 27       | 6        | 2            | 0            | 0       | 0       | 0    | 0    | 29        | 6         |
| Tổng cộng sự nghiệp       | Tổng cộng sự nghiệp | Tổng cộng sự nghiệp | 126      | 18       | 11           | 3            | 13      | 0       | 0    | 0    | 150       | 21        |

### Quốc tế
Tính đến ngày 14 tháng 11 năm 2021
| Đội tuyển quốc gia | Năm       | Trận | Bàn |
| ------------------ | --------- | ---- | --- |
| Đức                |           |      |     |
| 2020               | 3         | 1    |     |
| 2021               | 6         | 1    |     |
| Tổng cộng          | Tổng cộng | 9    | 2   |

### Bàn thắng quốc tế
Tính đến ngày 7 tháng 10 năm 2020. Bàn thắng và kết quả của Đức được để trước.
| # | Ngày                | Địa điểm                            | Đối thủ    | Bàn thắng | Kết quả | Giải đấu |
| - | ------------------- | ----------------------------------- | ---------- | --------- | ------- | -------- |
| 1 | 7 tháng 10 năm 2020 | RheinEnergieStadion, Cologne, Đức   | Thổ Nhĩ Kỳ | 2–1       | 3–3     | Giao hữu |
| 2 | 2 tháng 6 năm 2021  | Tivoli Stadion Tirol, Innsbruck, Áo | Đan Mạch   | 1–0       | 1–1     | Giao hữu |